# Paulo Zucula
Paulo Zucula (nascut en 1955) és un polític moçambiquès que deté el càrrec de Ministre de transports i comunicacions del seu país des de març de 2008.

## Biografia
Va estudiar agronomia a la Universitat Eduardo Mondlane de Maputo, on hi va completar un grau. Posteriorment també es va graduar en ciències a la Universitat de Minnesota.
De 1990 a 1992, Zucula va ser viceministre d'Agricultura per al President Joaquim Chissano. Posteriorment, des de 1993 fins a 1995, va ser un Director de Programes Nacionals de l'Organització de les Nacions Unides per a l'Agricultura i l'Alimentació. En 2001 es va convertir en coordinador de la Iniciativa Regional de Desenvolupament Territorial del Banc de Desenvolupament d'Àfrica del Sur. De 2004 a 2005, fou cap executiu de la Fundação Para o Desenvolvimento Comunitário.
Zucula va tornar al servei públic el desembre de 2006, convertint-se en director de l'Institut Nacional de Gestió de Desastres (Instituto Nacional de Gestão de Calamidades, INGC), l'agència de gestió de desastres moçambiquesa. Va ser "molt elogiat" pel seu maneig de la inundació de 2007 a Moçambic, amb un "alt funcionari de les Nacions Unides" que el descriu com "el director més efectiu en aquesta posició que he trobat en 25 anys de gestió de desastres a tot el món". Va ser nomenat Ministre de Comunicacions i transport per Armando Guebuza l'11 de març de 2008,
succeint António Munguambe. El nomenament de Zucula va formar part d'una remodelació de gabinet que va implicar la substitució de la ministra d'afers exteriors Alcinda Abreu i la de justícia Esperança Machavela.